# Paliivka, Iampil
Paliivka (în ucraineană Паліївка) este o comună în raionul Iampil, regiunea Sumî, Ucraina, formată numai din satul de reședință.

## Demografie
Componența lingvistică a comunei Paliivka
     Ucraineană (98,2%)
     Rusă (1,48%)
Conform recensământului din 2001, majoritatea populației comunei Paliivka era vorbitoare de ucraineană (98,2%), existând în minoritate și vorbitori de rusă (1,48%).